# 늪속에 불안개는 잠들지 않는다
"늪속에 불안개는 잠들지 않는다"는 1992년에 개봉한 대한민국의 영화이다.

## 캐스팅
- 강리나
- 이대근
- 선우용녀
- 신우철
- 백송
- 국정환
- 신부영
- 문보영
- 이석구
- 이주철
- 한국남
- 이원용
- 유지영
- 남궁원 (특별출연)